# Thermograpta rufizonata
Thermograpta rufizonata là một loài bướm đêm thuộc phân họ Arctiinae, họ Erebidae.